# Уманський вітамінний завод
АТ «Вітаміни» — підприємство фармацевтичної промисловості, розташоване в місті Умань Черкаської області, зайняте в галузі виробництва ліків, вітамінів та біодобавок.

## Історія
Підприємство засноване у 1953 році як одне з перших в Радянському Союзі з виробництва вітамінів.
Першою продукцією підприємства став вітамін С (всього до кінця 1953 року було випущено 50 тонн таблеток вітаміну С з глюкозою). У 1955 році завод першим в СРСР почав промисловий випуск нікотинової кислоти.
У 1960 році підприємство випускало таблетки вітаміну С з глюкозою, нікотинову кислоту, а також вітамін С для вітамінізації їжі. Частина цієї продукції експортувалася до НДР, Угорщину та В'єтнаму.
Виробничий план на 1971 рік завод виконав на 106,6%. Станом на початок 1972 року завод був передовим підприємством фармацевтичної промисловості СРСР. Саме тут вперше у країні було освоєно виробництво нікотинової кислоти, нікотинаміду, пантотената кальцію та синтетичного кристалічного ментолу. Згідно з дев'ятим п'ятирічним планом розвитку народного господарства СРСР для вітамінного заводу було передбачено будівництво нового виробничого корпусу.
За радянських часів завод був підприємством союзного підпорядкування і входив до числа провідних підприємств міста.
Після проголошення незалежності України, в 1994 році згідно з Указом Президента України «Про корпоратизацію» державне підприємство перетворено на відкрите акціонерне товариство «Вітаміни».
У серпні 1997 року завод включений до переліку підприємств, що мають стратегічне значення для економіки й безпеки України.
Для оптової торгівлі лікарськими препаратами при заводі було створено структурний підрозділ торговий дім «Вітаміни».
У зв'язку зі збільшенням обсягу імпорту вітамінів іноземного виробництва до початку 2005 року становище підприємства ускладнилося. До початку 2006 року завод практично повністю припинив виробництво кормових добавок для тваринництва.
В кінці 2007 року контрольний пакет у 75% акцій підприємства був проданий болгарській компанії «Sopharma». Фінансова криза 2008 року ускладнила становище заводу, який тимчасово припинив виробничу діяльність.
У 2011 році підприємство змінило форму власності й стало ПАТ «Вітаміни». У 2012 році отримало ліцензію на виробництво лікарських засобів. Того ж року здійснено реконструкцію виробничих цехів.

## Діяльність
Підприємство здійснює виробництво на 8 виробничих дільницях:
- Дільниця виробництва рідких лікарських форм;
- Дільниця виробництва твердих лікарських форм № 1;
- Дільниця виробництва драже;
- Дільниця виробництва твердих лікарських форм № 2;
- Дільниця виробництва екстрактів;
- Дільниця виробництва настойок;
- Дільниця виробництва розчинів;
- Дільниця виробництва порошків.[9]